# Ivan Nikítovitx Sítov
Ivan Nikitovitx Sitov (rus: Иван Никитович Сытов) (Saratov Lipovka, 13 de juny de 1916 – Zaporòjia, 13 d'octubre de 1943) va ser un pilot de caces soviètic i as de l'aviació, que aconseguí 26 victòries aèries i 4 compartides.
Sitov lluità durant les batalles de Stalingrad i Kursk, aconseguint la majoria de les seves victòries durant aquest període.
El 13 d'octubre de 1943 va ser abatut i mort per l'oberfeldwebel Walter Jahnke, pilot d'un JG 52. Algunes fonts soviètiques afirmen que va ser un Bf 109, però d'acord amb els registres alemanys no va tenir lloc un incident així.

## Biografia
Ivan Sitov va néixer a un poble prop de Saratov Lipovka. El 1931 es desplaça a Astracan, on es graduà i treballà a la fàbrica Karl Marx. Al Club de Vol d'allà s'inicià en el vol. El servei a l'Exèrcit Roig l'inicià a l'Acadèmia d'Aviació Militar de Stalingrad.
El sergent Sitov s'incorporà al front al novembre de 1941. El seu regiment aeri, pertanyent al 17è Exèrcit Aeri, disposava dels nous caces Lavotxkin La-5, va combatre al Front del Sud-oest, lluitant al Don i en el bloqueig aeri del VI. Armee alemany, encerclat a Stalingrad. En aquests combats, Sitov va abatre 4 avions alemanys (2 en solitari i 2 compartits). L'abril de 1943 va ser un punt d'inflexió en la seva carrera, car en només 4 dies va abatre 4 avions alemanys (3 caces Me 109 i un bombarder He-111. En total, a l'agost de 1943, el tinent Sitov va realitzar 150 sortides, participant en 81 combats aeris i abatent 19 avions en solitari i 4 més compartits. Per aquestes fites va ser nomenat Heroi de la Unió Soviètica, rebent l'Estrella d'Heroi el 8 de setembre de 1943. Aquell mes va ser nomenat comandant del 3r Esquadró del 5è Regiment Aeri de Caces de la Guàrdia.
La seva darrera sortida va ser el 16 d'octubre de 1943, cobrint les tropes terrestres a Zaporojie, quan en quedar-se sense munició i pràcticament sense combustible, s'estavellà contra un avió enemic. En el moment de la seva mort havia realitzat unes 250 sortides i més de 100 combats aeris. Va aconseguir unes 30 victòries aèries, 26 en solitari i 4 compartides. Està enterrat a Kíev.

## Condecoracions
- Heroi de la Unió Soviètica
- Orde de Lenin
- Orde de la Bandera Roja
- Orde de la Guerra Patriòtica de 1a classe
- Medalla de la defensa de Stalingrad